# Sophia Di Martino
Sophia Di Martino (* 15. listopadu 1983 Nottingham) je anglická herečka. Je známá díky své roli Sylvie v seriálu Loki.

## Životopis
Sophia Di Martino se narodila v Nottinghamu. Už střední školu dokončila s nejvyšší známkou a proto se rozhodla jít na Univerzitu v Salfordu, kde získala titul BA v mediálním oboru.
Je ve vztahu s hercem a spisovatelem Willem Sharpem, se kterým má dvě děti, narozené v roce 2019 a 2021.

## Kariéra
Sophia Di Martino pracuje v televizi, filmu a divadle, ale věnuje se také hudbě.
V seriálu Flowers stanice Channel 4 debutovala Di Martino postavu Amy Flowers. V roce 2016 si zahrála v celovečerním filmu The Darkest Universe. Objevila se také jako Amber ve třetí sérii Mount Pleasant a jako Emma v první epizodě třetí série seriálu Friday Night Dinner. Objevila se také ve třetí sérii seriálu 4 O'Clock Club v roce 2014 jako Miss Parkwood a v roce 2015 si zahrála ve filmu Royal Day Out. Od roku 2009 do 2011 hrála v seriálu Casualty, kde hrála jednu z hlavních rolí. V roce 2018 se objevila ve filmu Click & Collect.
V roce 2019 byla obsazena jako Sylvie do seriálu Loki streamovací služby Disney+. Díky roli Sylvie se Di Martino dostala na první místo žebříčku STARmeter v IMDb.

## Filmografie

### Filmy
| Rok  | Název                             | Role          |
| ---- | --------------------------------- | ------------- |
| 2007 | The Marchioness Disaster          |               |
| 2010 | The Road to Coronation Street     |               |
| 2011 | Black Pond                        | Rachel        |
| 2015 | A Royal Night Out                 | Phoebe        |
| 2015 | Draw on Sweet Night               |               |
| 2016 | The Darkest Universe              | Eva           |
| 2018 | Click & Collect                   | Clare Bennett |
| 2019 | Yesterday                         | Carol         |
| 2021 | The Electrical Life of Louis Wain | Judith        |
| 2021 | Sweetheart                        | Lucy          |

### Televize
| Rok       | Název                         | Role                           | Poznámky |
| --------- | ----------------------------- | ------------------------------ | -------- |
| 2004      | Holby City                    | Gemma Walker                   | 1 díl    |
| 2005      | Doctors                       | Natalie James                  | 1 díl    |
| 2006      | New Street Law                | Ella                           | 1 díl    |
| 2006      | Strictly Confidential         | Roanna                         | 1 díl    |
| 2007–2009 | Ideal                         | Helena                         | 2 díly   |
| 2007      | Heartbeat                     | Wendy                          | 1 díl    |
| 2008      | The Royal Today               | Gemma Pennant                  | 46 dílů  |
| 2008      | Spooks: Code 9                | Harpie Girlfriend              | 1 díl    |
| 2008      | Survivors                     | Simone                         | 1 díl    |
| 2009      | Boy Meets Girl                | Fashion Student                | 1 díl    |
| 2009–2011 | Casualty                      | Polly Emmerson / Shauna Milsom | 83 dílů  |
| 2012      | Eternal Law                   | Lucy Orchard                   | 1 díl    |
| 2013      | Great Night Out               | Mabel                          | 1 díl    |
| 2013      | Southcliffe                   | Micki                          | 1 díl    |
| 2013      | Mount Pleasant                | Amber                          | 8 dílů   |
| 2014      | Friday Night Dinner           | Emma                           | 1 díl    |
| 2014      | 4 O'Clock Club                | Miss Emma Parkwood             | 10 dílů  |
| 2015      | Hetty Feather                 | Hannah Prestwick               | 1 díl    |
| 2015      | The Job Lot                   | Jodie                          | 1 díl    |
| 2016      | Vraždy v Midsomeru            | Amber Layard                   | 1 díl    |
| 2016–2018 | Flowers                       | Amy Flowers                    | 12 dílů  |
| 2017      | Hidden America with Jonah Ray | Emma                           | 1 díl    |
| 2018      | Into the Badlands             | Lily                           | 2 díly   |
| 2020      | Silent Witness                | DCI Claire Ashby               | 2 díly   |
| 2021      | Loki                          | Sylvie                         | 5 dílů   |